# المنحرفون (فلم)
المنحرفون هو فيلم دراما مصري من إخراج نيازي مصطفى  وبطولة ناهد سمير، نور الشريف، محمود عزمي، نادية أرسلان، فاطمة مظهر وعماد حمدي، صدر الفليم في 24 سبتمبر 1976.
الفيلم من أفلام عيد الفطر 1396 هـ.

## نبذة
محمود طالب جامعي خجول يعيش مع والديه الفقراء، يدفعه أصدقاؤه للهو والتعرف على الساقطات، تحبه واحدة منهن وتنشأ بينهما علاقة، بعدها يموت والده في حادثة سيارة وتنقلب حياته رأسًا على عقب، ويصبح هدفه هو الانتقام من الفتاة التي تسببت في موت والده.

## طاقم العمل
- ناهد سمير بدور أم محمود
- نور الشريف بدور محمود
- محمود عزمي بدور رئيس النيابة
- نادية أرسلان بدور سامية
- فاطمة مظهر بدور فاطمة
- عماد حمدي بدور إبراهيم

## وصلات خارجية
- مقالات تستعمل روابط فنية بلا صلة مع ويكي بيانات